# Henrik Åkerlund
Henrik Åkerlund i riksdagen kallad Åkerlund i Lidingö, född 28 september 1914 i Maria Magdalena församling, Stockholms stad, död 17 augusti 1996 i Pretoria, Sydafrika, var en svensk docent och moderat politiker.
Åkerlund var ledamot av riksdagens första kammare 1963–1970, invald i Stockholms läns och Uppsala läns valkrets. Han skrev i riksdagen 124 egna motioner, med tonvikt på ekonomiska frågor, tex skattesystemet och valutaregleringen.
Henrik Åkerlund är begravd på Lidingö kyrkogård.